# Patto tripartito
Il Patto tripartito o Trattato tripartito (detto anche Asse Roma-Berlino-Tokyo o Ro-Ber-To) fu un accordo sottoscritto a Berlino il 27 settembre 1940 dal governo tedesco della Germania nazista, dal Regno d'Italia e dall'Impero giapponese al fine di riconoscere le aree di influenza in Europa ed Asia. In Italia esso fu subito battezzato "Roberto", acronimo di Roma-Berlino-Tokyo. Secondo il trattato, a guerra vinta, all'Italia e alla Germania sarebbe spettato il comando dell'Europa ed al Giappone sarebbe spettato il controllo dell'Asia. Il patto, che inizialmente sanciva un'amicizia e alleanza tra Giappone, Italia e Germania, cessò di fatto di esistere con l'armistizio di Cassibile, in cui l'Italia, a seguito della caduta di Mussolini e del regime fascista, firmò un armistizio con cui ufficializzava la resa del regno alle potenze Alleate.

## Contenuti
Il patto recita:
«È inoltre desiderio dei tre Governi di estendere tale cooperazione a quelle nazioni, in altre sfere del mondo, che siano disposte ad adoperarsi, seguendo direttive simili alle loro, affinché possano così essere realizzate le aspirazioni fondamentali per una pace mondiale.»
«In conformità a ciò i Governi d'Italia, della Germania e del Giappone hanno concordato quanto segue:
Art. 1. Il Giappone riconosce e rispetta il compito direttivo dell'Italia e della Germania per lo stabilimento di un nuovo ordine in Europa.
Art. 2. L'Italia e la Germania riconoscono e rispettano il compito direttivo del Giappone nello stabilimento di un nuovo ordine nella più grande Asia orientale.
Art. 3. Germania, Italia e Giappone concordano di collaborare insieme ed unire i loro sforzi secondo le linee suddette. Esse inoltre si impegnano ad aiutarsi vicendevolmente con tutti i mezzi politici, economici e militari di cui dispongono qualora una delle tre Nazioni firmatarie di questo accordo venisse attaccata da una potenza attualmente non coinvolta nella guerra in Europa o nel conflitto cino-giapponese.
Art. 4. Allo scopo di rendere operativo questo Patto, commissioni tecniche congiunte, i cui membri verranno nominati dai rispettivi Governi di Germania, Italia e Giappone, si riuniranno al più presto.
Art. 5. Germania, Italia e Giappone congiuntamente dichiarano che i termini del presente accordo non influenzeranno in alcun modo le relazioni politiche attualmente esistenti tra ciascuna delle tre potenze firmatarie e la Russia Sovietica.
Art. 6. Il presente Patto, dopo la sua firma, entrerà in vigore con effetto immediato e avrà la durata di 10 anni a partire dalla data in cui verrà sottoscritto. Prima della scadenza di tale termine, le parti contraenti si incontreranno per negoziarne il rinnovo.
In fede, i sottoscritti regolarmente autorizzati dai loro rispettivi governi, hanno firmato questo patto e hanno apposto qui le loro firme.
Fatto in triplice copia a Berlino, il 27º giorno di settembre 1940, 19º anno dell'era fascista, corrispondente al 27º giorno del 9º mese del 15º anno dello Showa (il regno dell'Imperatore Hirohito).»

## Firmatari

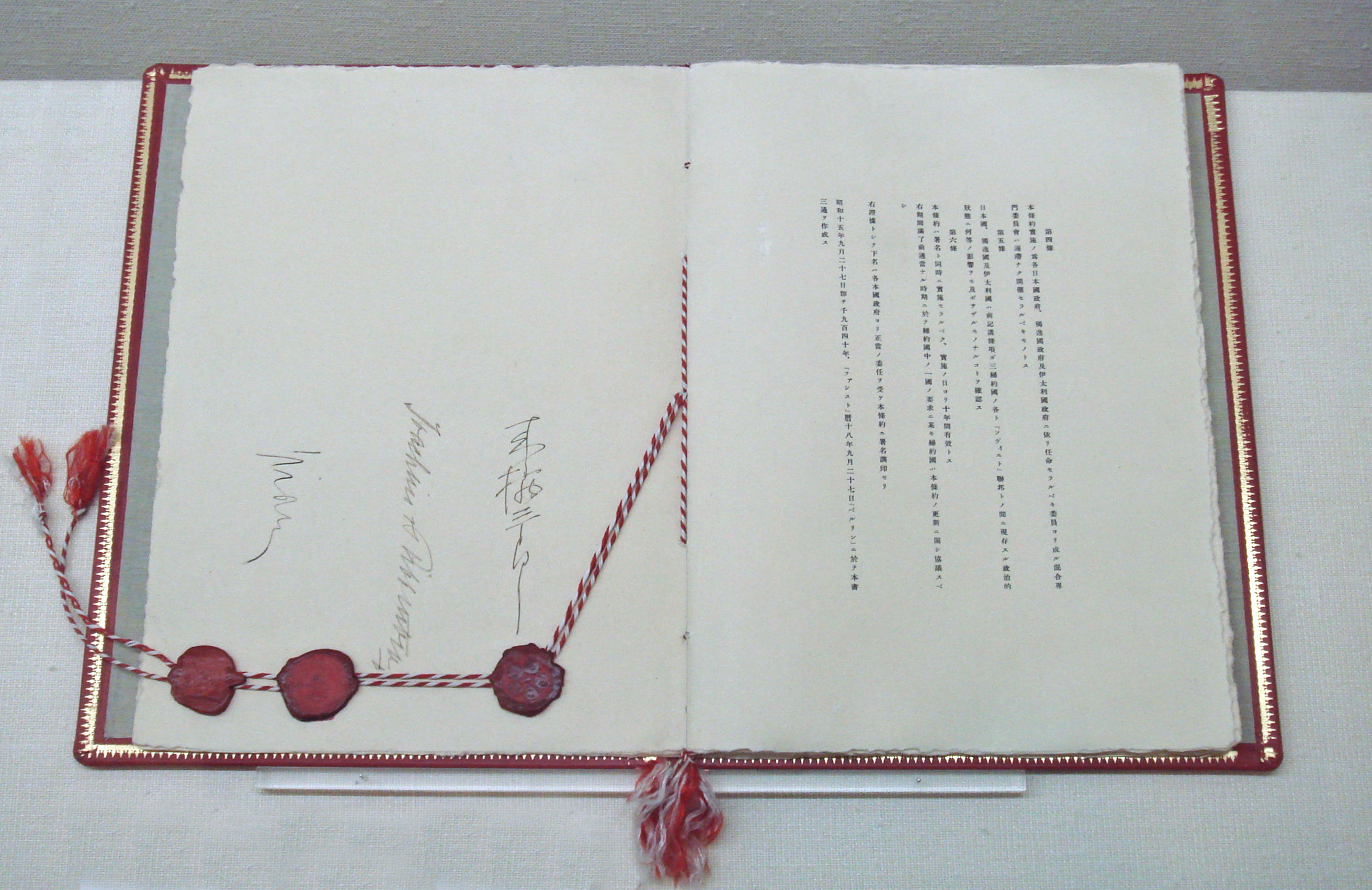
La versione in lingua giapponese del patto

Il patto fu firmato dai rappresentanti del Terzo Reich (Joachim von Ribbentrop), dell'Impero giapponese (ambasciatore giapponese in Germania Saburō Kurusu) e del Regno d'Italia (ministro degli esteri Galeazzo Ciano).
Nei mesi seguenti il patto fu anche sottoscritto da:
- Regno di Ungheria (Pál Teleki), il 20 novembre 1940[4];
- Regno di Romania (Ion Antonescu) il 23 novembre 1940[4] ;
- Repubblica Slovacca (Vojtech Tuka) il 24 novembre 1940[4] ;
- Regno di Bulgaria (Bogdan Filov) il 1º marzo 1941[5];
- Regno di Jugoslavia (Dragiša Cvetković) il 25 marzo 1941[6];
- Stato Indipendente di Croazia (Ante Pavelić) il 15 giugno 1941[4].

Furono inoltre componenti non ufficiali del Patto tripartito alcuni alleati del Giappone: la Repubblica di Nanchino e, a partire dal 15 febbraio 1942, la Thailandia ed il Manciukuò.

## Galleria d'immagini

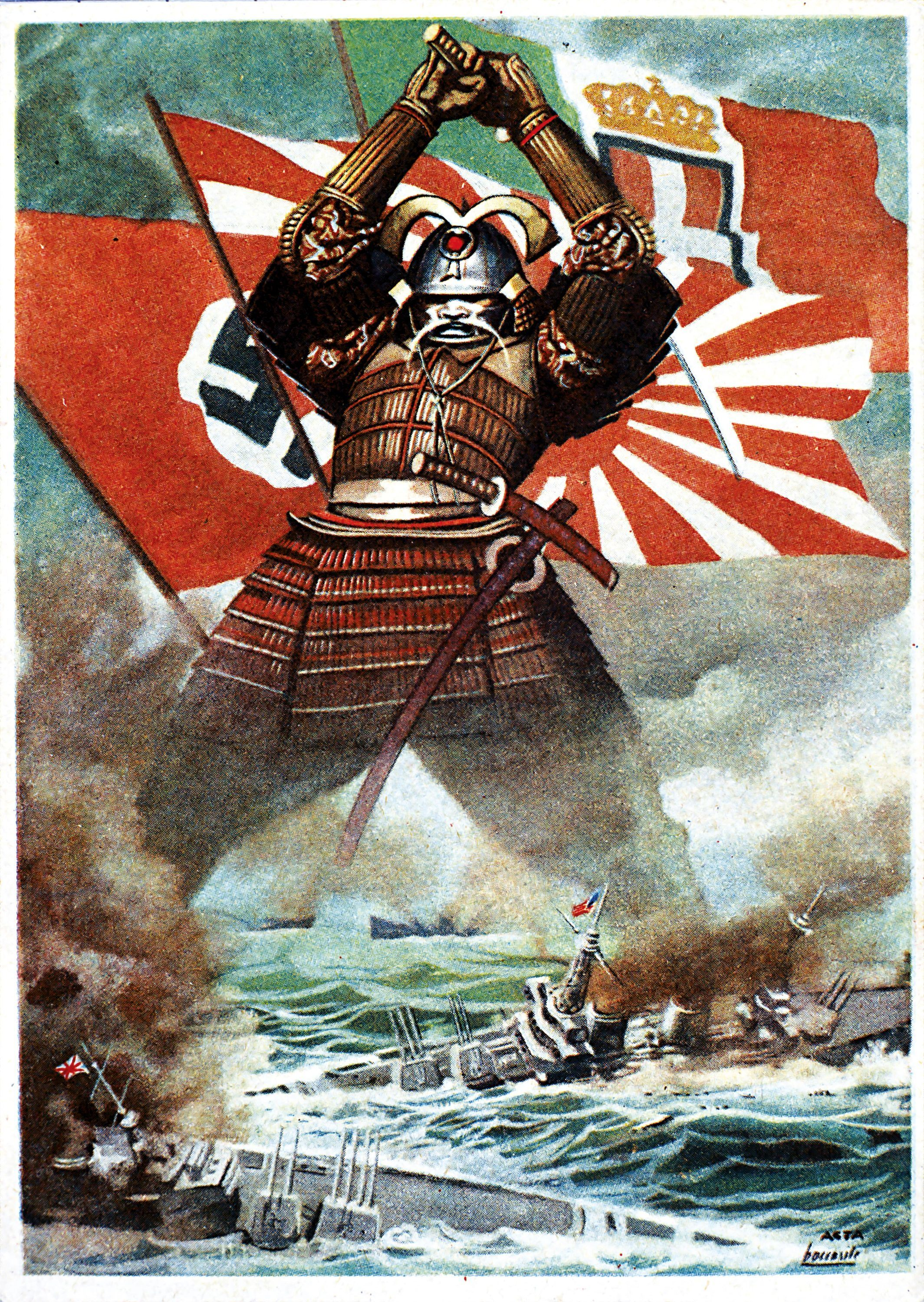
Cartolina del 1941, dedicata all'attacco giapponese alla flotta americana a Pearl Harbor il 7 dicembre 1941
La vittoria sarà del tripartito
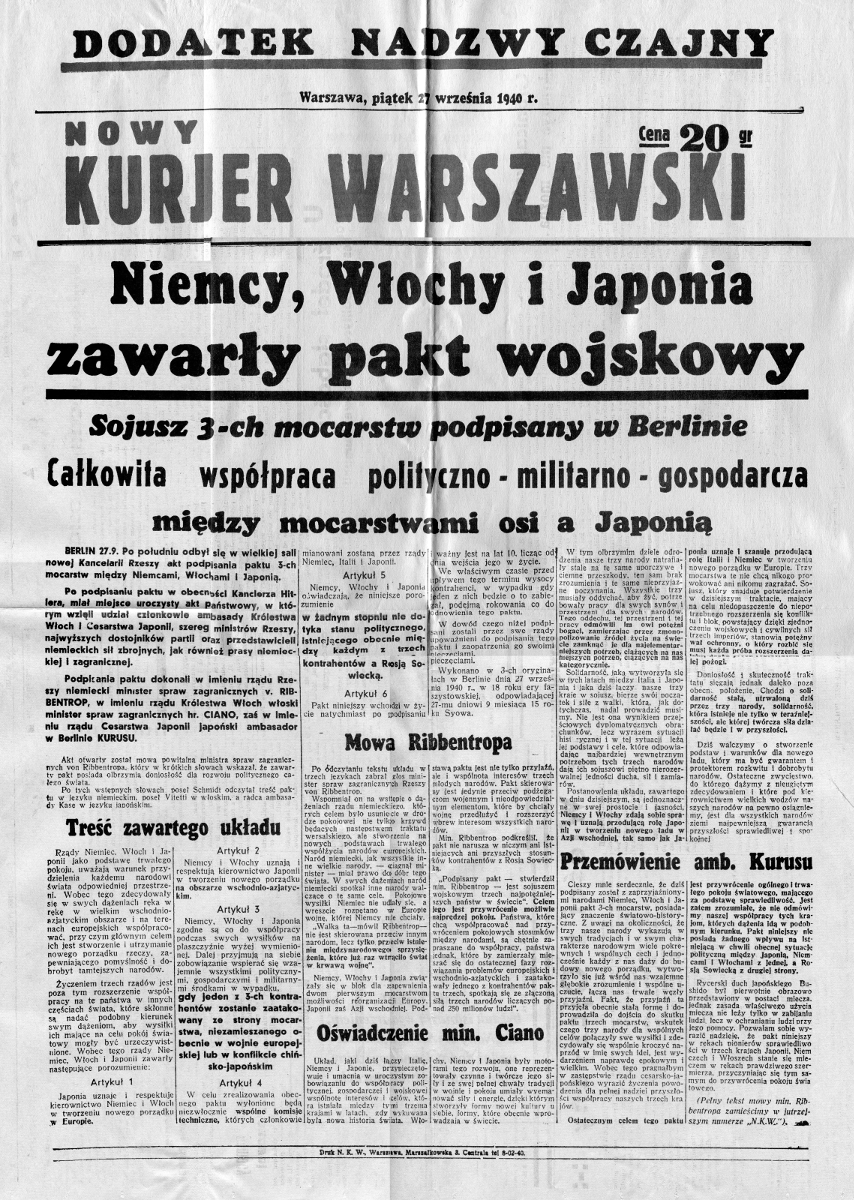
Prima pagina del quotidiano polacco Nowy Kurier Warszawski sulla stipula del patto
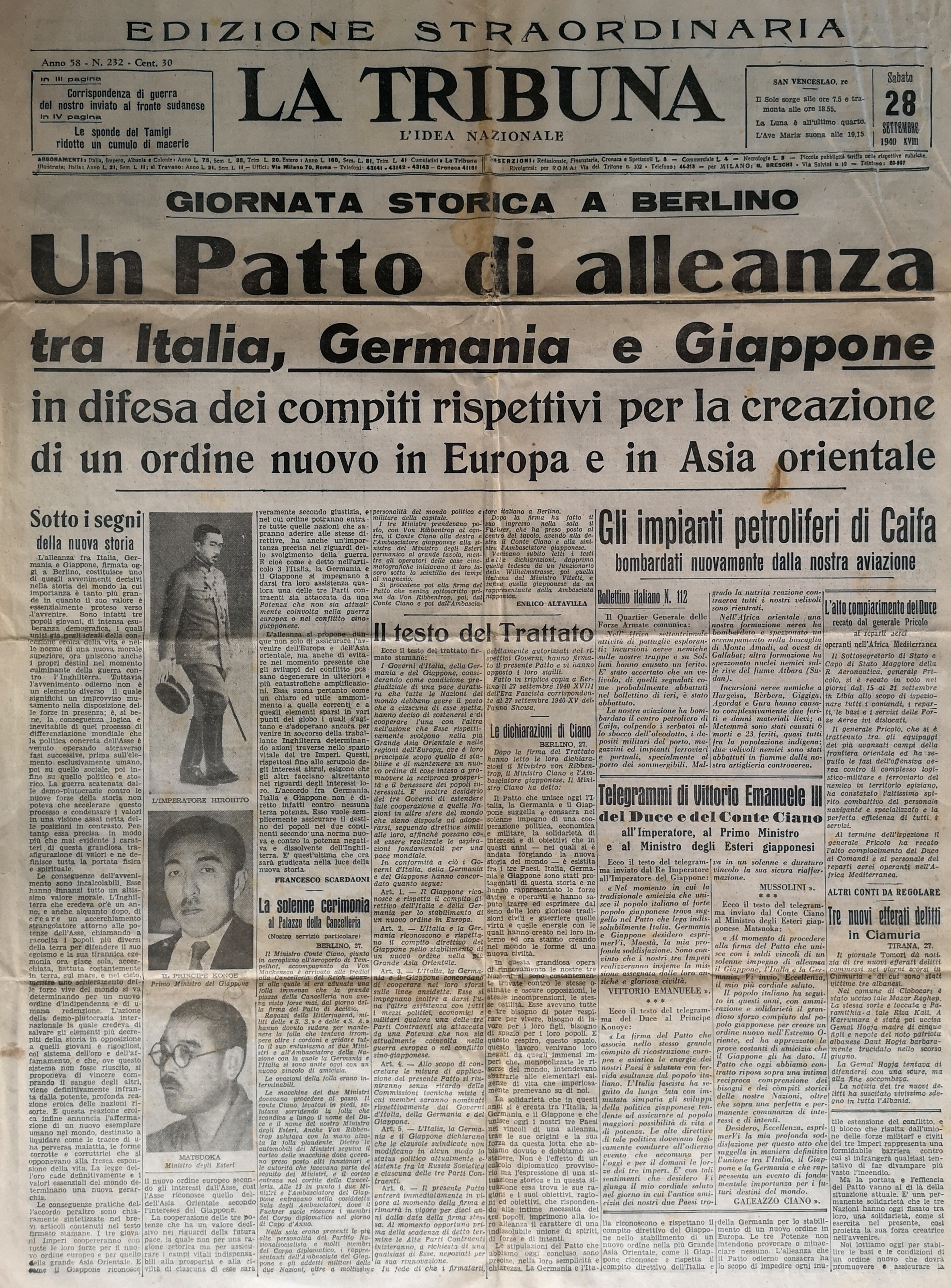
Prima pagina del quotidiano La Tribuna sulla stipula del patto